# Альпийская муния
Альпийская муния (лат. Lonchura monticola) — птица семейства вьюрковых ткачиков отряда воробьинообразных.

## Внешний вид
У самца и самки лоб и темя чёрные. Чёрный цвет на затылке переходит в чёрно-коричневый, а потом в мрачный каштаново-коричневый. Горло и оперение по сторонам головы коричнево-чёрные. Надхвостье, верхние кроющие хвоста и большая часть рулевых жёлтые. Остальные рулевые коричневые с узкой жёлтой каймой. Верхняя часть груди белая со слабыми коричневыми пятнами, отделена от чисто-белой нижней части тела насыщенной чёрной поперечной полосой. На боках крупные чёрные поперечные полосы и пятна. Чёрные нижние кроющие хвоста иногда имеют белые кончики. Голени чёрные. Радужка коричневая, клюв голубоватый, ноги голубовато-серые.

## Распространение
Обитают в горной части юго-востока Новой Гвинеи.

## Образ жизни
Населяют субальпийские травянистые луга на высоте от 2800 до 3900 м над уровнем моря. Питаются семенами трав, в основном в полузрелом состоянии, так как ввиду особенностей климата у растений в тех местах вегетационный период длится почти круглый год. Экология птиц изучена недостаточно и других сведений о жизни их в природе не имеется.

## Размножение
Птицы гнездятся в любое время года.